# 이토 사야카
이토 사야카(일본어: 伊藤 彩, 1994년 7월 17일~)는 운파이(일본어: うんぱい)라는 이름으로 활동하는 일본의 AV 여배우이자 그라비아 아이돌, 틱톡커이다.